# Franz Wendl
Franz Wendl (* 13. November 1876 in Wildon, Steiermark; † 18. Januar 1963 in Graz) war ein österreichischer Politiker der Sozialdemokratischen Arbeiterpartei (SdP).

## Ausbildung und Beruf
Franz Wendl war Sekretär des Gewerkschafts- und Rechtsschutzvereines der Österreichischen Eisenbahner.

## Politische Mandate
- 2. Dezember 1930 bis 17. Februar 1934: Abgeordneter zum Nationalrat (IV. Gesetzgebungsperiode), SdP